# Ед Вінн
Ед Вінн (англ. Ed Wynn, уроджений Ісайя Едвін Леопольд (Isaiah Edwin Leopold), 9 листопада 1886, Філадельфія, США — 19 червня 1966, Беверлі-Хіллз, США) — американський актор і комік.

## Біографія
Народився в єврейській родині в Філадельфії, штат Пенсільванія. По материнській лінії мав румунське та турецьке коріння. У підлітковому віці втік з дому, перший час підробляючи продавцем. Акторську кар'єру почав з участі в водевілях в 1903 році, а з 1914 року став брати участь в популярному бродвейському ревю «Шаленості Зігфелда». Надалі Ед Вінн виступив також режисером і сценаристом ряду популярних бродвейських вистав.
Починаючи з 1930-х років був ведучbм ряду популярних передач на радіо, отримавши в 1949 році престижну премію «Пібоді». На великому екрані Ед Вінн запам'ятався ролями в картинах «Велика людина» (1956), роль в якому принесла йому номінації на «Золотий глобус» і BAFTA, «Щоденник Анни Франк» (1959), завдяки якій він був висунутий на «Оскар», і музичному фільмі «Мері Поппінс» (1964).
Актор тричі був одружений. Від першої дружини у нього був син Кінан Вінн, який також став актором. Ед Вінн помер від раку гортані у Беверлі-Хіллз в 1966 році у віці 79 років. Похований на кладовищі Форест-Лаун в Глендейле. Актор є володарем трьох зірок на Голлівудській алеї слави — за внесок в радіо, телебачення та кіно. У 2013 році йому посмертно було присуджено премію Легенди Диснея.